# Tarzan e le amazzoni
Tarzan e le amazzoni (Tarzan and the Amazons) è un film del 1945 diretto da Kurt Neumann.
Il soggetto è liberamente ispirato alle avventure di Tarzan delle Scimmie, il famoso romanzo di Edgar Rice Burroughs del 1912. Il film è il nono dei dodici della saga di Tarzaninterpretati dall'attore Johnny Weissmuller, già primo uomo al mondo a nuotare i 100 metri stile libero sotto il minuto e vincitore di cinque medaglie d'oro olimpiche a Parigi 1924 e Amsterdam 1928. Ed è il sesto degli otto in cui l'attore bambino Johnny Sheffield compare nel ruolo di "Piccolo" ("Boy"), il figlio adottivo di Tarzan e Jane.

## Trama
Tarzan e Piccolo accorrono in aiuto di una donna che, inseguita da alcuni leopardi, cade da un dirupo, slogandosi una caviglia. La scimmia Cita prende da terra un braccialetto d'oro che Tarzan riconosce come proveniente da Palmira, una città nascosta tra le montagne e abitata da sole donne. Piccolo, benché gli sia stato proibito di seguire Tarzan che vuole riportare a casa la ragazza, non obbedisce al padre: seguendolo di nascosto, scopre il sentiero segreto che porta alla misteriosa città delle amazzoni. La regina accoglie Tarzan, suo vecchio amico, ma lo ammonisce di non portare altri sconosciuti che, altrimenti, rischieranno una sicura morte.
Jane ritorna dall'Inghilterra con sir Guy Henderson, un amico archeologo a capo di una spedizione composta da altri inglesi. Sul fiume, dopo aver attraccata la lancia, Jane riceve da Cita il braccialetto come regalo. Brenner, uno dei membri della spedizione, riconoscendo sul gioiello il simbolo di Palmira, insiste per sapere da dove provenga ma Tarzan, irritato, se ne va via insieme a Jane senza dirgli niente. Brenner, dopo aver consultato un libro, trova citato il simbolo misterioso, spingendo Ballister a ricordare storie dimenticate su una città perduta piena di tesori. Gli inglesi, tranne sir Guy, progettano di addentrarsi nella giungla alla ricerca della città e chiedono a Tarzan di far loro da guida. Ma lui rifiuta di farlo e, dopo aver salutato sir Guy, lascia la spedizione insieme a Jane e a Piccolo. Il ragazzo, però, non capisce il motivo del rifiuto e, approfittando dell'assenza di Tarzan, andato a caccia, raggiunge la spedizione offrendosi lui come guida. Jane, preoccupata per la sparizione di Piccolo, va a cercarlo, ma una tempesta fa cadere un albero che la blocca.
La spedizione, intanto, è riuscita a entrare nella città delle amazzoni. La regina, come aveva promesso di fare a Tarzan, condanna tutti gli intrusi a morte. Gli inglesi riescono a convincerla delle loro buone intenzioni facendole commutare la condanna capitale in una pena ai lavori forzati.
Tornato a casa, Tarzan libera Jane che era rimasta intrappolata dall'albero caduto. Nel frattempo, Piccolo riesce a mandare Cita alla ricerca della ragazza salvata nella giungla da Tarzan. Con il suo aiuto, i prigionieri riescono a fuggire. Ma l'avidità di Ballister che, prima di andarsene, vuole saccheggiare il tempio, porta tutti alla rovina: l'uomo prima uccide sir Guy che aveva tentato di fermarlo, poi accoltella la ragazza che, ferita a morte, riesce però a lanciare l'allarme. Cita corre ad avvisare Tarzan, mentre i saccheggiatori si difendono dalle frecce delle amazzoni. Gli unici che riescono a fuggire sono Anders e Ballister; arrivati sul passo che collega la valle della città perduta al mondo esterno, fanno saltare il passaggio con una carica di dinamite per impedire alla donne di seguirli. Sulla strada del ritorno, i due fuggitivi incontrano Tarzan che sta correndo in soccorso di Piccolo: vedendo il tesoro rubato, l'uomo scimmia spinge i due tra le sabbie mobili. Recuperato l'oro, Tarzan lo riporta a Palmira dove riesce a entrare per mezzo di un albero sradicato che gli fa da ponte sul passaggio crollato. Restituito il tesoro alla regina, Tarzan riesce a convincerla di risparmiare la vita di Piccolo, ancora suo prigioniero.

## Produzione
Il film venne prodotto dalla Sol Lesser Productions sotto il nome di Champion Productions, Inc.

## Curiosità
Il produttore Sol Lesser propose a Maureen O'Sullivan di tornare nel ruolo di Jane dal momento che l'attrice aveva espresso un interesse a tornare nel personaggio. Ma un cambio di idea da parte della O'Sullivan porterà all'assunzione di Brenda Joyce.
Brenda Joyce interpreterà Jane in cinque film di Tarzan, quattro con Johnny Weissmuller e uno con Lex Barker.

## Distribuzione
Distribuito dalla RKO Radio Pictures, il film - il cui titolo completo era Edgar Rice Burroughs' Tarzan and the Amazons - uscì nelle sale cinematografiche USA il 29 aprile 1945. Nello stesso anno, il 25 giugno, venne distribuito nel Regno Unito; il 9 agosto, fu presentato in Canada, a Toronto; il 30 agosto, in Australia; il 1º ottobre, in Svezia, come Tarzan och amazonerna; il 18 ottobre, in Uruguay. In Portogallo, il film uscì il 20 maggio 1946 con il titolo Tarzan e as Amazonas; in Finlandia, il 25 aprile 1947 come Tarzan ja amatsoonit; in Danimarca, dove fu distribuito dalla RKO Radio Films come Tarzan og amazonerne, il 25 ottobre 1948; in Germania Ovest, il 6 gennaio 1950; in Austria, come Tarzan und die Amazonen, il 12 settembre 1950; in Giappone, il 26 luglio 1955.